# 复活节宣言
《复活节宣言》，正式名称为《共和国宣言》，是爱尔兰志愿军和爱尔兰国民军在1916年4月14日开始的爱尔兰的复活节起义中发表的文件。爱尔兰共和兄弟会的军事委员会在其中自称“爱尔兰共和国临时政府”，宣布爱尔兰从大不列颠和爱尔兰联合王国独立。帕特里克·皮尔斯在都柏林主要大道萨克维尔街(Sackville Street)（现称奥康奈尔街(O'Connell Street)）的都柏林邮政总局宣读了该宣言，标志着起义开始。宣言的原型来自1803年叛乱中反叛者罗伯特·埃米特发表的一份相似的独立宣言。

## 复活节宣言全文（愛爾蘭共和國駐港領事館官方中譯版）

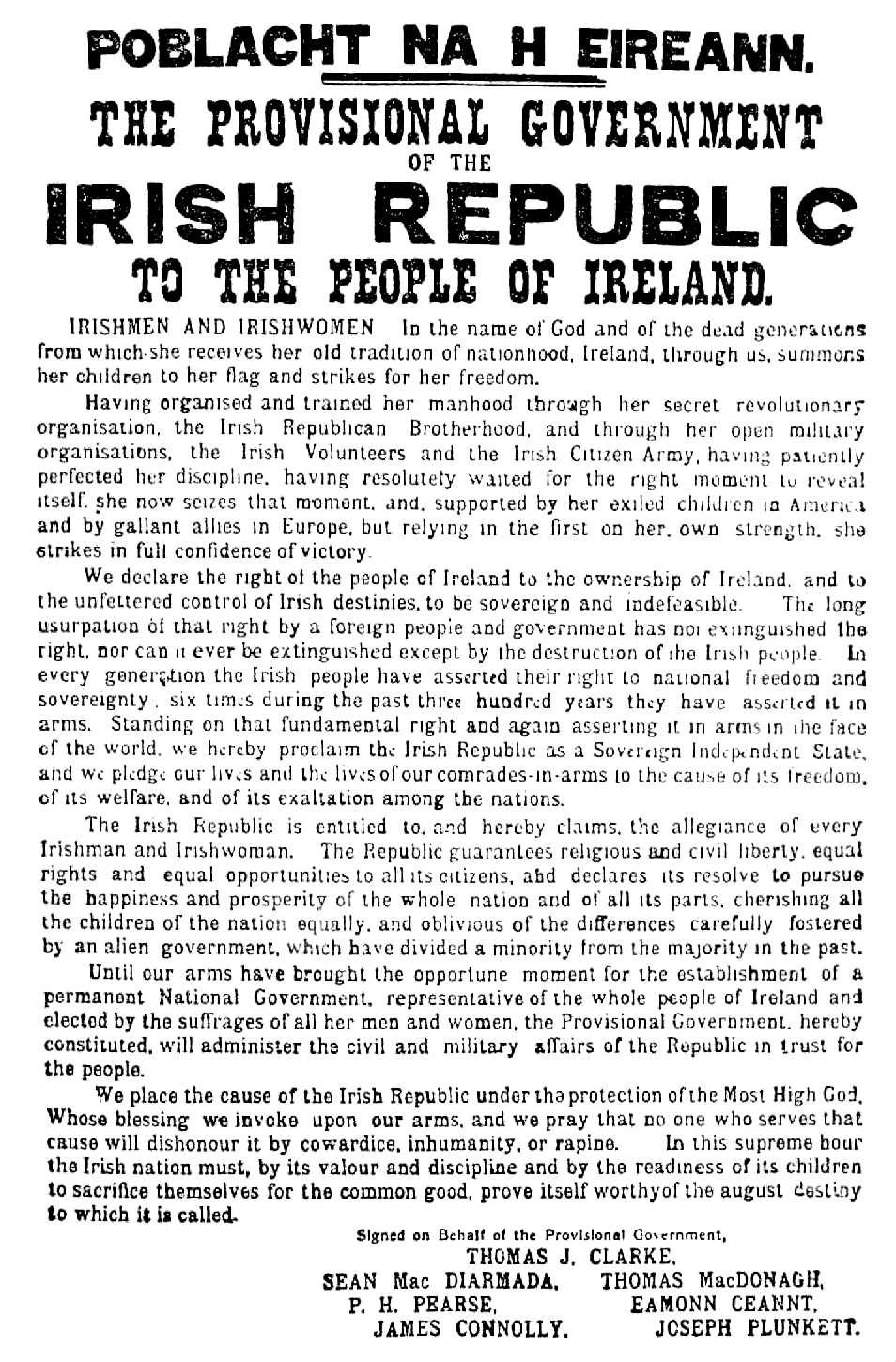
复活节宣言, 由帕特里克·皮尔斯在1916年复活节起义中在都柏林邮政总局外宣读。

（宣言以——即爱尔兰语“爱尔兰共和国”——开头）。

爱尔兰共和国临时政府致爱尔兰人民：
愛爾蘭的每一位男士和女士們：以上帝及先烈們所宣揚的舊的民族傳統的名義，愛爾蘭通過我們來召集她的後代們聚集在她的旗子之下，為她的自由而戰。
通過她的秘密組織愛爾蘭共和黨兄弟會她的剛毅得到了組織和訓練，並且通過她的開放軍事組織，愛爾蘭志願者和愛爾蘭公民軍隊，她耐心地完善她的紀律，堅定的等候好的時機以便顯露自己。現在她把握這個好的時機，由她被發放至美國的子民們和在歐洲忠勇盟友的支持下，但首先倚仗她自己的力量，她以勝利的充分信心發起總攻。
我們宣佈愛爾蘭人民的權利歸屬於愛爾蘭所有及對愛爾蘭命運的自由的控制是獨立自主和不能廢除的。此權力長期被一外國民族和政府簒奪的狀況並沒有將此權力毀滅，除了愛爾蘭人的自為毀滅以外無人可毀滅它。愛爾蘭人民的每一代一直就維護着他們的民族自由和獨立自主的權力；在過去的三百年內有六次武裝行動被得以使用。基於這種基本權利和再一次以武裝行動的方式站立在世界面前，我們特此宣告愛爾蘭共和國是一個獨立自主的國家，我們以我們的生命及我們其他同志們的生命保證它的自由的目標／它的福利／及它的民族的目標。
愛爾蘭共和國有權力並特此要求每一位愛爾蘭的男士和女士的忠誠。共和黨保證宗教和公民自由，給予它的每一位市民以平等權力和平等機會，並且宣佈它追求整個國家的幸福和繁榮的決心，平等愛護國家的所有孩童，並且小心謹慎的忘卻由一個外國政府所扶植起來的差異部分，這在過去已將少數人從多數人中劃分開來。
在我們的武裝行動為我們創立一個恰當地建立一個永久國家的時機之前，由愛爾蘭的整體人民的代表和由所有她的男士和女士的參政選舉，臨時政府特以人民的信任來構成並將執行共和國民用和軍事事務。
我們將愛爾蘭共和國的目的放置於最高的上帝的保護之下。我們祈求它保佑我們武裝行動的勝利，我們祈禱我們當中的每一位不會因為懦弱／無人性或有掠奪行為而使我們的目的蒙羞。在此至關重要的時刻，愛爾蘭人民必須以它的勇氣和紀律及以它的為大眾的利益而隨時準備犧牲的精神，向世人證明它所稱的八月命運的價值所在。
。

## 签字人

爱尔兰共和国(1919-1922)国旗。现今陈列于爱尔兰国家博物馆。

## 注解
1. ↑  英语原文请见英语维基文库 （页面存档备份，存于）。
2. ↑  文中提到的“爱尔兰共和国”皆为英语,与现代的爱尔兰共和国不同，详情请见爱尔兰共和国 (1919年-1922年)

## 扩展阅读
- Tim Pat Coogan, Michael Collins (ISBN 0-09-174106-8)
- Tim Pat Coogan, de Valera (ISBN 0-09-175030-X)
- Dorothy McCardle, The Irish Republic
- Arthur Mitchell and Padraig Ó Snodaigh, Irish Political Documents: 1916–1949
- John O'Connor, The 1916 Proclamation